# Còpia de Palomes
La Còpia de Palomes és la muntanya més alta de la serra de Rubió i de la Serra de les Maioles amb una altitud de 859,9 metres. Està situada entre els municipis de Rubió i Òdena, a la comarca de l'Anoia, Catalunya. És la divuitena muntanya més alta de l'Anoia, superada pels cims de Montserrat. El cim de la muntanya és fàcilment accessible, sobretot pel seu vessant nord.
El cim de la muntanya és un mirador des del qual es pot veure d'un cantó la Serralada Prelitoral al Montseny, amb la muntanya de Montserrat enmig, i del Montsec al Canigó de l'altre, passant per l'Aneto, el Pedró dels Quatre Batlles, la serra del Cadí, el Pedraforca o el Puigmal. Al cim hi ha un vèrtex geodèsic (referència 275113001).
Al vessant nord de la muntanya hi ha la masia de Cal Palomes, i també és un dels punts de naixement de la riera de Maçana, afluent del riu Cardener. El lloc més proper on dormir és el refugi del Mas del Tronc, situat a una hora a peu de la muntanya.

## Rutes

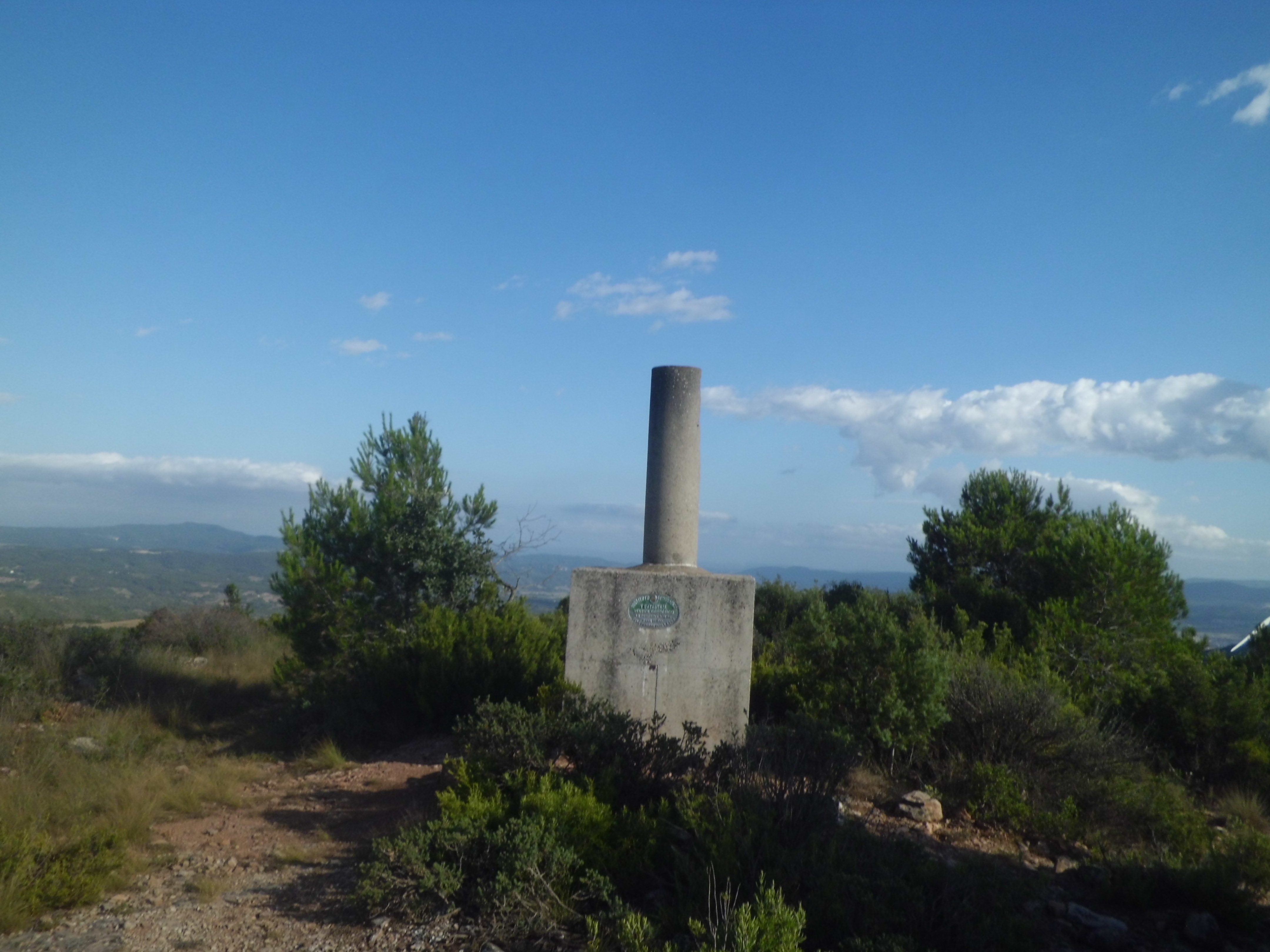
Punt culminant de la Còpia de Palomes, amb el vèrtex geodèsic.

La ruta més habitual parteix des del refugi Mas del Tronc, que ascendeix a la muntanya pel seu vessant nord. És una hora d'anada i una altra de tornada. La ruta passa pel parc eòlic de la serra i per diverses zones boscoses i camps de secà de la serra de Rubió. Es pot comprovar que s'hi ha arribat veient el vèrtex geodèsic.

### Altres rutes
També s'hi pot accedir pujant pujant pel vessant sud, des del quilòmetre 9 de la carretera de les Maioles (BV-1031), pujant per un sender de difícil accés agreujat per les roques i el fort pendent. La ruta des d'allà és d'uns 20 minuts.

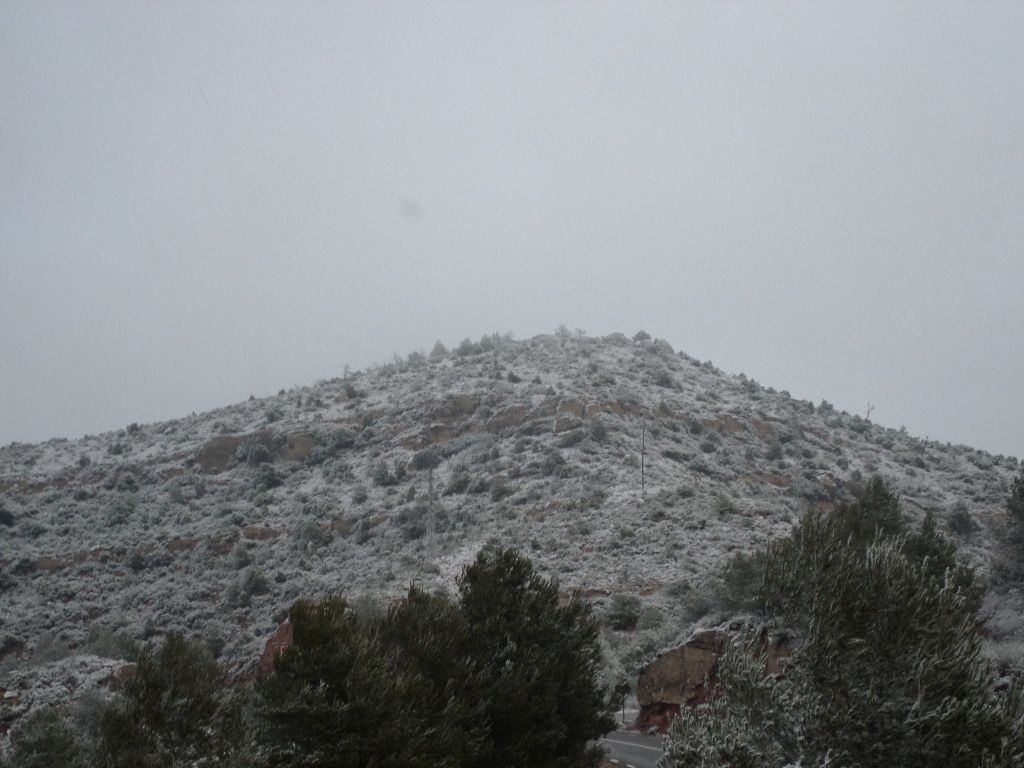
Imatge de la muntanya nevada
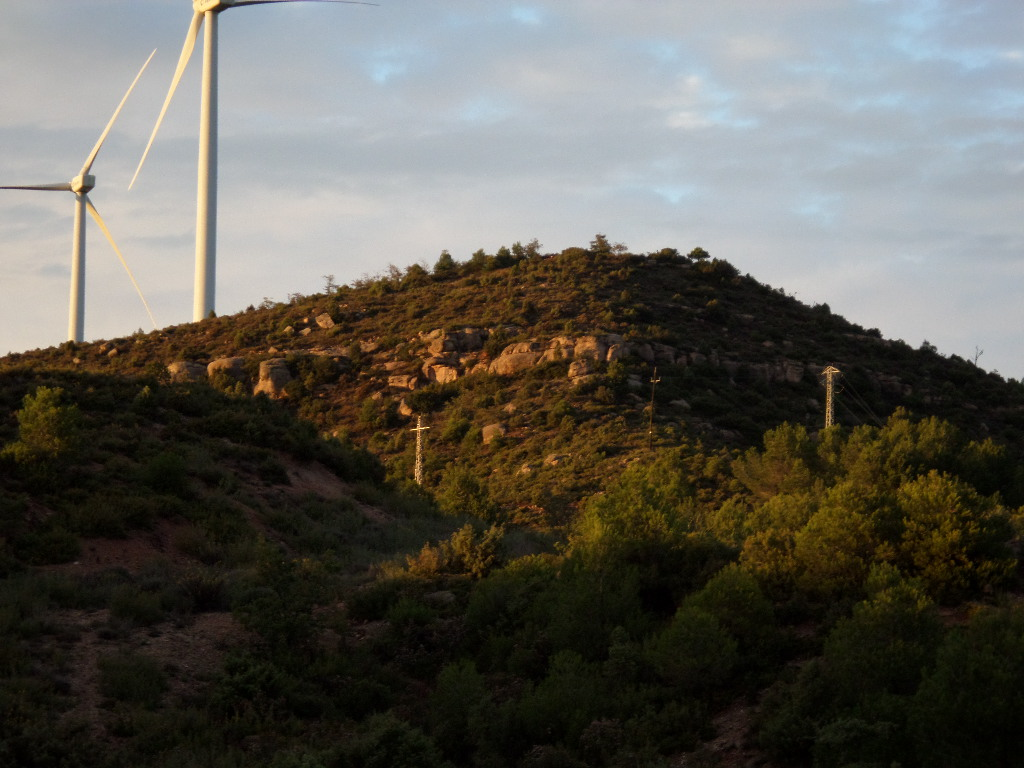
Posta de sol a la muntanya
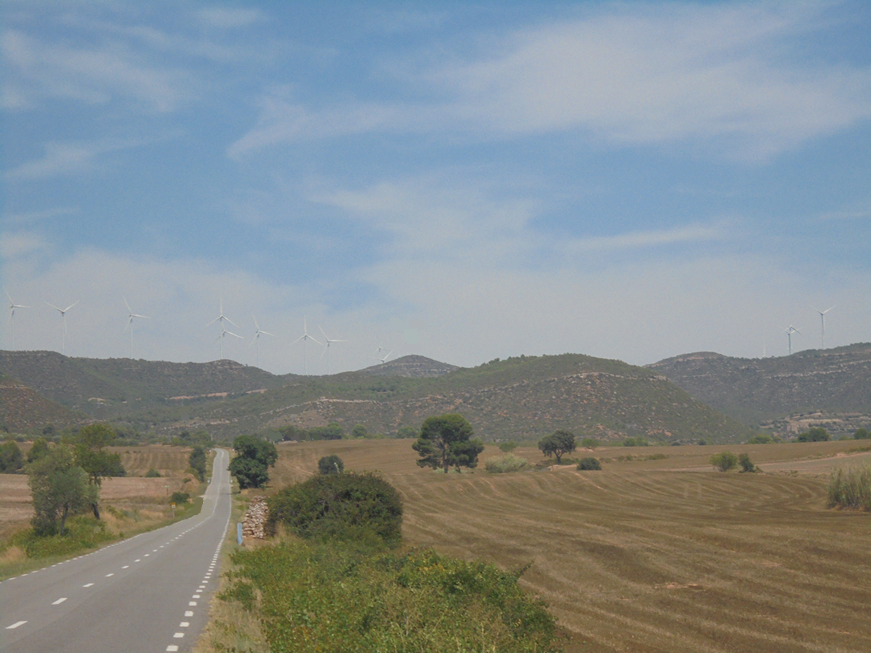
La Còpia de Palomes al centre de la foto